# Phaonia pallidisquama
Phaonia pallidisquama este o specie de muște din genul Phaonia, familia Muscidae. A fost descrisă pentru prima dată de Zetterstedt în anul 1849. Conform Catalogue of Life specia Phaonia pallidisquama nu are subspecii cunoscute.